# Bodorfa
Bodorfa is een plaats (község) en gemeente in het Hongaarse comitaat Veszprém. Bodorfa telt 140 inwoners (2001).